# Gemmologia

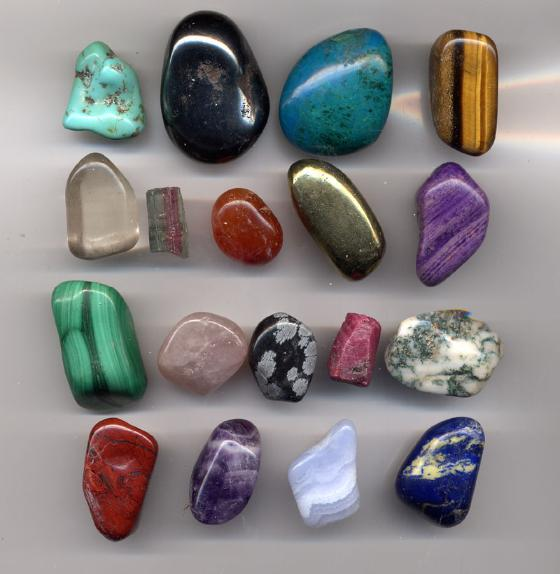
Gemmes

La gemmologia  és la ciència, l'art i la professió d'identificar i avaluar gemmes. Pot ser considerada una branca de la geologia i mineralogia. Alguns joiers són Gemmòlegs i així són qualificats per a identificar i valorar gemmes. Hi ha escoles professionals, associacions de Gemmòlegs i programes de certificació.
Alguns gemmòlegs s'especialitzen en diamants o perles, que són àrees especialment difícils. La demanda per servei de gemmòlegs va créixer com a resultat de l'aparició cada vegada més gran de gemmes sintètiques.
Un gemmòleg ha de conèixer diverses disciplines com: cristal·lografia, òptica, matemàtiques, cristal·loquímica, química analítica, síntesi i imitació de gemmes, entre d'altres. Per tant, la gemmologia permetrà que coneguem la composició de l'espècie mineralògica i trets característics de les gemmes. La lapidació ens ensenyarà a tallar un material en brut i adaptar-lo a una forma que mitjançant el disseny s'haurà creat prèviament. Finalment, la taxació permetrà establir un valor de mercat de la nostra obra, composta per materials petris i metalls.
Els estudis de gemmologia a Espanya es realitzen des de l'any 1967 a l'Institut gemmològic Español. També s'imparteixen estudis universitaris de gemmologia que corresponen a un títol propi de Màster de la Universitat de Barcelona, la Universitat Autònoma de Madrid; altres universitats i centres van implementant aquest postgrau amb Especialitats Universitaris i Experts Professionals Universitaris a les seves titulacions any rere any, degut a la creació de col·legis professionals, impulsats per l'ordenació de títols propis dependents de cada Universitat, segons els  reials decrets 55/2005 i 56/2005, amb data 21 gener 2005 , pels quals, respectivament, es regula el tercer cicle d'estudis universitaris, l'obtenció i expedició del títol de doctor i altres estudis de postgrau (art. 17) i l'estructura dels ensenyaments universitaris i es regulen els estudis universitaris de grau i els estudis universitaris de Postgrau agilitza la posada en marxa del procés d'harmonització del sistema universitari espanyol a l'Espai Europeu d'Educació Superior.
El títol de gemmòleg és un títol que acredita un cicle universitari de formació de postgrau no doctoral, de segon cicle. La normativa d'aquest tipus de postgrau ve dictada per les mateixes universitats, però les característiques bàsiques principals són comunes a totes les universidades.Consta d'una durada de dos anys, on s'accedeix a la Titulació Pròpia amb caràcter de Màster Universitari en Gemmologia.
Es pot escollir posteriorment l'especialització que dura un any, bé com a especialista en diamants (també amb caràcter de màster) o gemma sintètica, ja que cada vegada hi ha més imitacions, amb doblets i triplets de quars, vidre i sintètics.
En resum, el gemmòleg és el professional universitari (encara que també hi ha escoles privades i cursos no universitaris), que pot determinar que una gemma és tal, a través d'exploracions de laboratori i de la seva experiència, tant d'estudis, com de la seva tasca diària, i és l'únic que pot certificar una gemma.
Pel que fa a ocupació professional, s'han de destacar les joieries, tallers, laboratoris gemmològics, així com peritatge judicial, duanes, centres de subhastes i museus.